# ملعب سيرا دورادا
سيرا دورادا هو ملعب لكرة القدم افتتح في 9 مارس 1975 في غويانيا ، غوياس ، البرازيل. تم تصميمه من قبل المهندس المعماري البرازيلي باولو مندس دا روشا الحائز على جائزة بريتزكر. الملعب مملوك من قبل حكومة ولاية غوياس، وهو الملعب الرئيسي لنادي غوياس الرياضي. حيث يمتلك نادي فيلا نوفا ونادي أتلتيكو غويانيينسي ملاعبهما الخاصة التي يستخدمانها في معظم مباريات الدوري ، ولكن بالنسبة للديربي والمباريات الكبيرة الأخرى ، ينتقلان إلى ملعب سيرا دورادا.

## التاريخ
تم الانتهاء من سيرا دورادا في عام 1975 وافتتح في 9 مارس من نفس العام. كان المعلب احدى الأماكن التي أقيمت فيها بطولة كوبا أمريكا 1989. كان الملعب أيضًا هو الأرض المحايدة التي استخدمها كونميبول في مباراة إعادة مرحلة المجموعات في كأس كوبا ليبرتادوريس عام 1981  بين فلامنغو وأتلتيكو مينييرو ، حيث أعلن فوز فلامنغو من قبل الكونميبول، بعد طرد خمسة لاعبين من أتلتيكو مينييرو من قبل الحكم خوسيه روبرتو رايت.
أقيمت المباراة الافتتاحية في 9 مارس 1975 ، عندما فاز فريق نادي غوياس على منتخب البرتغال 2-1. وسجل البرتغالي أوكتافيو الهدف الأول في الملعب. وشهدت مباراة الافتتاح أيضاً رقماً قياسياً في الحضور حيث بلغ عدد الحضور 79,610.
الإفتتاح لملعب سيرا دورادا فتح الطريق لنادي غوياس الرياضي في بطولة ولاية غوياس. منذ عام 1975 فصاعدًا ( سميّه بـ " عصر سيرا دورادا ") ، فاز النادي ببطولة الولاية غوياس سبع عشرة مرة ، في حين أن نادي جويانيا الرياضي ، الذي كان ذات يوم أكبر فريق في ولاية غوياس ، لن يفوز بأيّ البطولة مرة أخرى.
قدّم من فرقة البيتلز السابقة بول مكارتني عرضًا في الملعب في 6 مايو 2013 كجزء من جولته الموسيقية (أوت ذير!)، حيث كان أول حفل موسيقي له في المدينة. بالإضافة إلى ذلك، واصلت فرقة هارد روك غنز آن روزز جولتها لعام 2020 في الملعب في 11 سبتمبر 2022.

## الروابط الخارجية
- معابد كرة القدم
- الموقع الرسمي
- صورة ملعب سيرا دورادا